# George Robledo
Jorge "George" Robledo Oliver (14. april 1926 - 1. april 1989) var en chilensk fodboldspiller (angriber).
Robledo tilbragte sin karriere i henholdsvis hjemlandet og i England.. Han spillede blandt andet for Santiago-storklubben Colo-Colo og for Newcastle United F.C. i England. Med Colo-Colo var han med til at vinde to chilenske mesterskaber og én Copa Chile, mens han hos Newcastle vandt to udgaver af FA Cuppen.
I 1952 blev Robledo som den første ikke-brite nogensinde topscorer i den bedste engelske række, der på daværende tidspunkt var kendt som First Division.
Robledo spillede desuden 31 kampe og scorede otte mål for det chilenske landshold. Han deltog ved VM i 1950 i Brasilien. Her spillede han alle sit lands tre kampe i turneringen, og scorede desuden ét mål.

## Titler
Primera División de Chile
- 1953 og 1956 med Colo-Colo

Copa Chile
- 1958 med Colo-Colo

FA Cup
- 1951 og 1952 med Newcastle United